# Pierre Nicolas Gerdy
Pierre Nicolas Gerdy  (n. 1 mai 1797, Loches-sur-Ource (Aube)  - d. 18 martie 1856, Paris) a fost un chirurg, anatomist și fiziolog francez. Chirurg (1825), profesor de patologie externă la Facultatea de Medicina din Paris (1833), membru al Academiei de Medicină (1837), el a scris numeroase lucrări, care au îmbogățit anatomia și mai ales fiziologia cu date prețioase. De numele lui se  leagă mai multe eponime anatomice (fontanela Gerdy, ligamentul Gerdy, șanțul lateral al abdomenului Gerdy, șanțul Gerdy, tuberculul Gerdy) și chirurgicale (fractura Gerdy, fractura spiroidă Gerdy; operația Gerdy-Trendelenburg).